# Centrale du mouvement des travailleurs costaricains
La Centrale du mouvement des travailleurs costaricains (CMTC - (es) : Central del Movimiento de las y los Trabajadores Costarricenses) est une confédération syndicale costaricaine fondée en 1962 sous le nom de Central de Trabajadores Costarricenses affiliée à la Centrale latino-américaine des travailleurs. Elle est actuellement affiliée à la Confédération syndicale internationale.